# Mozambik na Mistrzostwach Świata w Lekkoatletyce 2019
Mozambik na Mistrzostwach Świata w Lekkoatletyce 2019 – reprezentacja Mozambiku podczas mistrzostw świata w Doha liczyła tylko jednego zawodnika.

## Skład reprezentacji

### Mężczyźni
| Zawodnik              | Konkurencja        | Eliminacje | Eliminacje | Półfinał | Półfinał | Finał | Finał   |
| Zawodnik              | Konkurencja        | Wynik      | Pozycja    | Wynik    | Pozycja  | Wynik | Pozycja |
| --------------------- | ------------------ | ---------- | ---------- | -------- | -------- | ----- | ------- |
| Creve Armando Machava | 400 m przez płotki | 50,76 s    | 30.        | NQ       | NQ       | NQ    | NQ      |